# جولی (فیلم ۱۹۷۵)
جولی (به هندی: Julie) فیلمی محصول سال ۱۹۷۵ و به کارگردانی کی. اس. ستوماداوان است. در این فیلم بازیگرانی همچون لاکشمی، ویکرام، اوم پراکاش، اوتپال دوت، سری دوی، جلال آقا و نادره ایفای نقش کرده‌اند.